# Boxe nos Jogos Europeus de 2015 - Peso médio feminino
A categoria peso médio feminino ou até 75 kg do boxe nos Jogos Europeus de 2015 foi disputada entre 19 a 25 de junho, no Baku Crystal Hall, em Baku, Azerbaijão.

## Calendário
Horário de verão do Azerbaijão (UTC+5).
| Data        | Horário | Fase             |
| ----------- | ------- | ---------------- |
| 19 de junho | 13:52   | Oitavas de final |
| 22 de junho | 13:00   | Quartas de final |
| 24 de junho | 18:30   | Semifinal        |
| 25 de junho | 18:15   | Final            |

## Medalhistas
| Ouro   | NED Nouchka Fontijn                  |
| Prata  | SWE Anna Laurell Nash                |
| Bronze | GER Sarah Scheurich POL Lidia Fidura |

## Resultados
Os resultados foram os seguintes.
|  | Oitavas de final        | Oitavas de final        | Oitavas de final |  |  | Quartas de final        | Quartas de final        | Quartas de final      |   |                       | Semifinal             | Semifinal           | Semifinal |  |  | Final | Final | Final |
|  |                         |                         |                  |  |  |                         |                         |                       |   |                       |                       |                     |           |  |  |       |       |       |
|  |                         |                         |                  |  |  |                         |                         |                       |   |                       |                       |                     |           |  |  |       |       |       |
|  |                         |                         |                  |  |  | TUR Sema Çalışkan       | TUR Sema Çalışkan       | 1                     |   |                       |                       |                     |           |  |  |       |       |       |
|  | GER Sarah Scheurich     | GER Sarah Scheurich     | 3                |  |  | GER Sarah Scheurich     | GER Sarah Scheurich     | 2                     |   |                       |                       |                     |           |  |  |       |       |       |
|  | ROU Ana Pătraşcu        | ROU Ana Pătraşcu        | 0                |  |  |                         |                         |                       |   | GER Sarah Scheurich   | GER Sarah Scheurich   | 0                   |           |  |  |       |       |       |
|  | UKR Kateryna Shambir    | UKR Kateryna Shambir    | 2                |  |  |                         | NED Nouchka Fontijn     | NED Nouchka Fontijn   | 3 |                       |                       |                     |           |  |  |       |       |       |
|  | ITA Francesca Amato     | ITA Francesca Amato     | 1                |  |  | UKR Kateryna Shambir    | UKR Kateryna Shambir    | 0                     |   |                       |                       |                     |           |  |  |       |       |       |
|  | GBR Savannah Marshall   | GBR Savannah Marshall   | 0                |  |  | NED Nouchka Fontijn     | NED Nouchka Fontijn     | 3                     |   |                       |                       |                     |           |  |  |       |       |       |
|  | NED Nouchka Fontijn     | NED Nouchka Fontijn     | 3                |  |  |                         |                         |                       |   |                       | NED Nouchka Fontijn   | NED Nouchka Fontijn | 3         |  |  |       |       |       |
|  |                         |                         |                  |  |  |                         | SWE Anna Laurell Nash   | SWE Anna Laurell Nash | 0 |                       |                       |                     |           |  |  |       |       |       |
|  |                         |                         |                  |  |  | BLR Victoriya Kebikava  | BLR Victoriya Kebikava  | 0                     |   |                       |                       |                     |           |  |  |       |       |       |
|  | HUN Tímea Nagy          | HUN Tímea Nagy          | 0                |  |  | SWE Anna Laurell Nash   | SWE Anna Laurell Nash   | 3                     |   |                       |                       |                     |           |  |  |       |       |       |
|  | SWE Anna Laurell Nash   | SWE Anna Laurell Nash   | 3                |  |  |                         |                         |                       |   | SWE Anna Laurell Nash | SWE Anna Laurell Nash | 2                   |           |  |  |       |       |       |
|  | AZE Leyla Cavadova      | AZE Leyla Cavadova      | 0                |  |  |                         | POL Lidia Fidura        | POL Lidia Fidura      | 1 |                       |                       |                     |           |  |  |       |       |       |
|  | RUS Yaroslava Yakushina | RUS Yaroslava Yakushina | 2                |  |  | RUS Yaroslava Yakushina | RUS Yaroslava Yakushina | 1                     |   |                       |                       |                     |           |  |  |       |       |       |
|  |                         |                         |                  |  |  | POL Lidia Fidura        | POL Lidia Fidura        | 2                     |   |                       |                       |                     |           |  |  |       |       |       |
|  |                         |                         |                  |  |  |                         |                         |                       |   |                       |                       |                     |           |  |  |       |       |       |